# بکا توبین
بکا توبین (انگلیسی: Becca Tobin؛ زادهٔ ۱۸ ژانویهٔ ۱۹۸۶) یک هنرپیشه اهل ایالات متحده آمریکا است. وی از سال ۲۰۰۵ میلادی تاکنون مشغول فعالیت بوده‌است.

## گزیده فیلمشناسی
از فیلم‌ها یا برنامه‌های تلویزیونی که وی در آن نقش داشته‌است می‌توان به آثار زیر اشاره کرد.
- گلی (مجموعه تلویزیونی) (۲۰۱۲–۲۰۱۵)
- ان‌سی‌آی‌اس: لس آنجلس (۲۰۱۵)
- گربه‌ها (موزیکال) (۲۰۰۵)
- داستان وست ساید (۲۰۰۶–۲۰۰۷)
- اوکلاهما! (۲۰۰۸–۲۰۰۹)